# Piper mohomoho
Piper mohomoho är en pepparväxtart som beskrevs av C. Dc.. Piper mohomoho ingår i släktet Piper och familjen pepparväxter. Inga underarter finns listade i Catalogue of Life.